# Зохар Мохамед Зарван
Зохар Мохамед Зарван (нар. 23 квітня 1996) — ланкіський футболіст, півзахисник клубу «Коломбо».

## Клубна кар'єра
Футбольну кар'єру розпочав у 2013 році в клубі «Джава Лейн». У 2016 році перейшов до ФК «Коломбо», в якому виступає й до теперішнього часу. 

## Кар'єра в збірній
У футболці національної збірної Дебютував 26 серпня 2014 року в товариському поєдинку проти Сейшельських островів, в якому Шрі-Ланка здобула перемогу з рахунком 2:1. На гол сейшельця Жерво Вей-Гіва Ланкійці відповіли влучними ударами Мохамеда Ріфнаса та Мохамеда Зарвана. Виступав на Чемпіонаті Південної Азії 2015, а також провів 2 поєдинки в кваліфікації до Чемпіонату світу 2018 року. На даний час за збірну Шрі-Ланки провів 13 матчів, в яких відзначився 1-м голом.

### Голи за збірну
Рахунок та голи збірної Шрі-Ланки знаходяться на першому місці.
| Гол | Дата           | Місце                         | Суперник            | Рахунок | Результат | Змагання    |
| --- | -------------- | ----------------------------- | ------------------- | ------- | --------- | ----------- |
| 1.  | 26 серпня 2014 | Стад Лінет, Вікторія, Сейшели | Сейшельські Острови | 1–1     | 2–1       | Товариський |